# Hemiphractus
Hemiphractus Wagler, 1828 è un genere di anfibi della famiglia Hemiphractidae.

## Distribuzione e habitat
Il genere è presente a Panama, in Brasile, Colombia, Ecuador, Perù e Bolivia.

## Tassonomia
Il genere include le seguenti specie:
- - Hemiphractus bubalus (Jiménez de la Espada, 1870)
  - Hemiphractus elioti Hill, Martin, Stanley, and Mendelson, 2018
  - Hemiphractus fasciatus Peters, 1862
  - Hemiphractus helioi Sheil and Mendelson, 2001
  - Hemiphractus johnsoni (Noble, 1917)
  - Hemiphractus kaylockae Hill, Martin, Stanley, and Mendelson, 2018
  - Hemiphractus panamensis (Stejneger, 1917)
  - Hemiphractus proboscideus (Jiménez de la Espada, 1870)
  - Hemiphractus scutatus (Spix, 1824)